# Geometriske Produkt Specifikationer
Geometriske Produkt Specifikationer (GPS), er et internationalt symbolsprog, som har det formål at gøre tolerancesætning og symboler til maskintekniske tegninger entydige.
Ved anvendelse af GPS mindskes risikoen for misforståelser, når tekniske tegninger udveksles mellem konstruktør og producent grundet GPS’s entydighed.
GPS er international standard (ISO) og europæisk standard (CEN) siden 1996